# Limusaurus
A Limusaurus (nevének jelentése 'sárgyík') a theropodák közé tartozó dinoszauruszok egyik fogatlan, növényevő neme, amely a jura időszakban (az oxfordi korszakban) élt a nyugat-kínai Junggar-medencében levő Sisukou (Shishugou)-formációban. A Limusaurus az első ceratosaurus, amely Kelet-Ázsiából, és Kínából ismertté vált. A Limusaurus felfedezése azt is felveti, hogy Ázsiát és más kontinenseket a fauna kicserélődését lehetővé tevő földhidak köthettek össze a Turgai-tengeren keresztül, amiről korábban úgy vélték, hogy megakadályozta az ilyen jellegű vándorlásokat.
Típusfaja a L. inextricabilis. A faj nevének jelentése 'kiszabadíthatatlan'.

## Anatómia

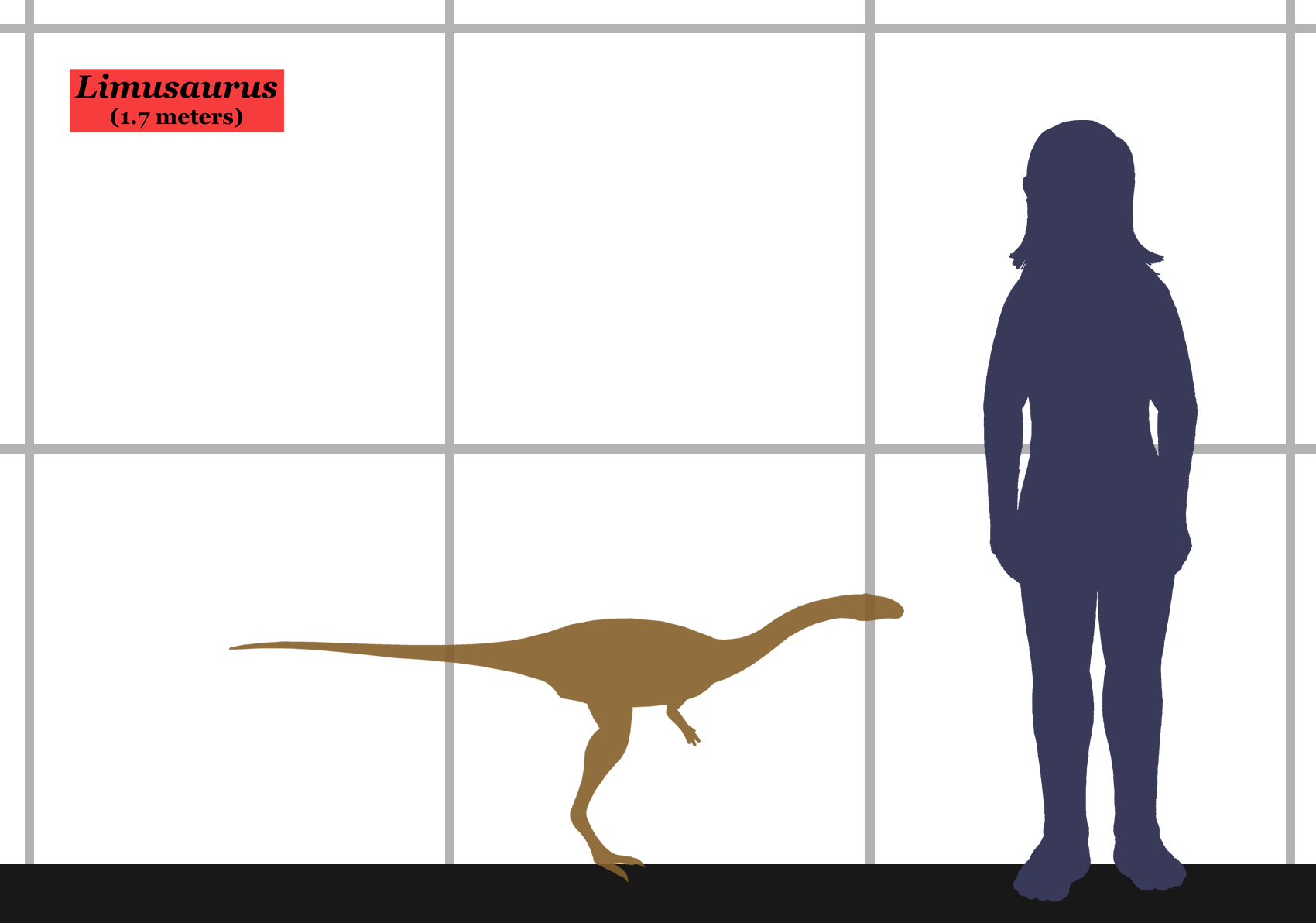
A Limusaurus és az ember méretének összehasonlítása

A típusfaj, a máig ismert egyetlen faj, a L. inextricabilis, melynek leírását 2009-ben Hszü Hszing (Xu Xing) és kollégái a Nature című folyóiratban jelentették meg. Két majdnem kifejlett, egymás közelében felfedezett példány alapján vált ismertté; az IVPP V 15923 katalógusszámú holotípus egy majdnem teljes, összefüggő csontváz, az IVPP V 15924 pedig egy majdnem teljes, koponya nélküli példány. A második példány a holotípusnál 15%-kal nagyobb. Egy harmadik, IVPP V16134 katalógusszámú példány is ismertté vált. A csontösszeforrások mértéke alapján mindegyik egyed fiatal felnőtt volt, amikor elpusztult; a növekedési vonalak szerint az IVPP V 15924 hat évet élt.
A Limusaurus kis, karcsú teste körülbelül 1,7 méter hosszú volt. Ez az első kelet-ázsiai, és az egyik legkorábbi ismert ceratosaurus. A felfedezése megmutatta, hogy a középső/késő jura kori ázsiai dinoszaurusz fauna kevésbé volt helyi jellegű, mint ahogy azt korábban gondolták, és felveti annak lehetőségét, hogy ebben az időben Ázsia a többi kontinenssel szárazföldi kapcsolatban állt.
A Limusaurus egy bazális ceratosaurus, amely több a coelophysoideákkal és a tetanuránokkal közös tulajdonsággal rendelkezett. A Limusaurusnál megtalálható jellemzők arra a következtetésre vezetnek, hogy a Ceratosauria és Tetanurae kládok közeli rokonságban állnak egymással.

## Ősbiológia

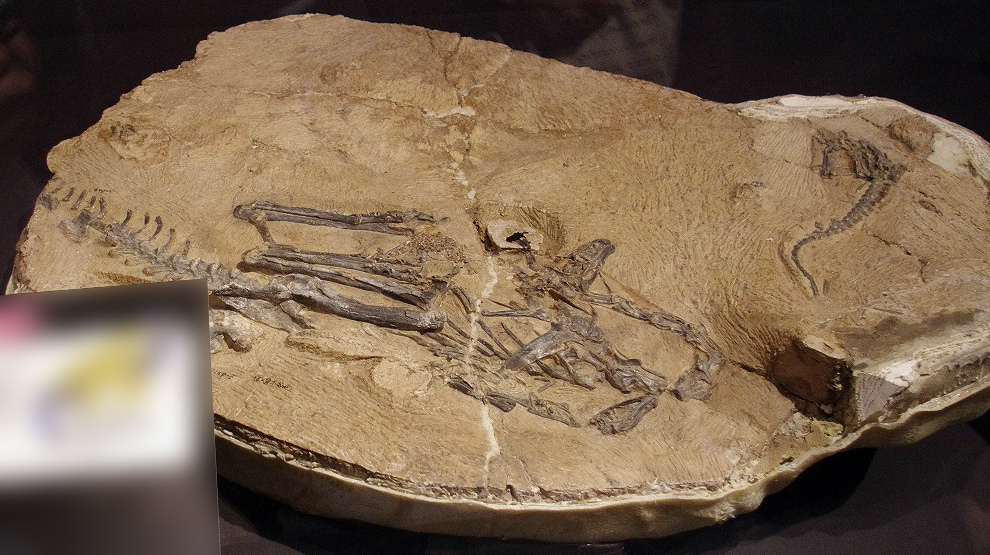
Két Tokióban kiállított fosszilizálódott példány. A kőzetlemez egy kisméretű crocodyliformes maradványt is tartalmaz

A Limusaurus koponyája több, más ceratosaurusoknál és coelophysoideáknál is megtalálható tulajdonsággal rendelkezik, de vannak egyedi jellegzetességei is, mint például a fogak hiánya, és a jól fejlett csőr (rhamphotheca) jelenléte, amiről korábban a madarak közé nem tartozó theropodák esetében csak a kréta időszaki coelurosaurusoknál számoltak be,
A Limusaurus hosszú nyaka, rövid mellső lábai és hosszú hátsó lábai azt jelzik, hogy meglehetősen jó futó volt. A mindkét példány gyomrában megtalálható gasztrolitok, és a fogatlan csőr növényevő életmódra utalnak, miáltal ez az állat vált a legkorábbi és legbazálisabb, növényi étrendhez adaptálódott theropodává. A külső megjelenése nagyon hasonlít a kréta időszaki ornithomimida theropodákra, és a triász időszak, dinoszauruszok közé nem tartozó archosaurusára, az Effigiára, ami e három, különböző archosaurus csoport esetében a konvergens evolúció figyelemre méltó példája.
A Limusaurus mellső lábain megmaradt a négy (I–IV) ujj, melyek közül az első megkisebbedett. Hagyományosan úgy vélik, hogy a dinoszauruszok mellső lábaiból fejlődtek ki a madarak szárnyai a külső két ujj (a IV. és V.) eltűnésével, ezzel szemben azonban a madarak embriológiai vizsgálatai azt mutatják, hogy a három középső ujj (a II., III. és IV.) marad meg. A Limusaurus mellső lábának szerkezete a megkisebbedett I. ujjal megerősíti azt az elképzelést, hogy a II., III. és IV. ujj azonos a Tetanurae dinoszauruszok ujjaival, és a madarakéival. A Limusaurus felfedezését megelőzően azt feltételezték, hogy a theropodák evolúciós fejlődése során az ujjak a kéz singcsont felőli oldalán megkisebbedtek. Ez az elmélet az Oldalsó Ujj Kisebbedés (Lateral Digit Reduction = LDR), ellentétben áll Kétoldali Ujj Kisebbedéssel (Bilateral Digit Reduction = BDR), ami szerint az ujjak a kéz mindkét oldalán megkisebbedtek, ahogy az a dinoszauruszokat leszámítva minden négylábú állatcsoportnál gyakran megfigyelhető. A Limusaurusnál azonban az első (I.) ujj mérete nagyon lecsökkent, ahogy más ceratosaurusok esetében is, ami arra utal, hogy BDR a testvércsoportban, a Tetanurae-ben is végbement.
Korábban úgy vélték, hogy a tetanuránoknál megmaradt I-III. ujj homológ a bazális theropodákéval, hitelt adva az LDR elméletnek. Azonban a BDR Limusaurusnál megtalálható bizonyítéka azt jelzi, hogy a BDR más nem madarak közé nem tartozó theropodáknál is végbement, miáltal a tetanuránoknál látható I-III. ujj valójában a II-IV. ujj, Thulborn és Hamley korábbi, az őslénykutató közösség által nagyrészt mellőzött elméletének megfelelően.
A Limusaurus révén felvetődött érdekes lehetőségek ellenére nem valószínű, hogy az őslénykutatók a tetanuránok I., II. és III. ujját II., III. és IV. ujjnak kezdik nevezni. A legtöbb morfológiai jellegzetességük ugyanis az egyéb theropodák I. II. és III. ujjára emlékeztet. Az is elképzelhető, hogy a kétoldali ujj kisebbedés a Ceratosauria csoportban végbement, a Tetanurae-ben azonban nem. A madarak szárnyának embriológiája az ujjak azonosításánál történő homeotikus kereteltolódással is magyarázható, ahogy arra a génexpresszió és a kísérleti adatok utalnak.

## Fordítás
- Ez a szócikk részben vagy egészben a Limusaurus című angol Wikipédia-szócikk ezen változatának fordításán alapul.  Az eredeti cikk szerkesztőit annak laptörténete sorolja fel. Ez a jelzés csupán a megfogalmazás eredetét és a szerzői jogokat jelzi, nem szolgál a cikkben szereplő információk forrásmegjelöléseként.